# Paroedura neglecta
Paroedura neglecta — вид геконоподібних ящірок родини геконових (Gekkonidae). Ендемік Мадагаскару.

## Поширення й екологія
Paroedura neglecta відомі з двох місцевостей, що лежать у масиві Цінгі-де-Бемараха на заході острова Мадагаскар. Вони живуть у сухих тропічних лісах, що ростуть серед карстових скель.

## Збереження
МСОП класифікує стан збереження цього виду як близький до загрозливого. Paroedura neglecta загрожує знищення природного середовища.